# 涼風真世
涼風 真世（すずかぜ まよ、1960年9月11日 - ）は、日本の女優、声優、歌手。元宝塚歌劇団月組トップスター。
宮城県石巻市出身。愛称は本名の「かなめ」で、個人事務所の名称にもなっている。声優としてはアニメ『るろうに剣心』の緋村剣心役として知られる。

## 略歴
宮城県石巻市での出生後、父の転勤に伴い北海道釧路市、富山県高岡市、大阪府大阪市に移住。高岡市内にすでに家を建てていたので、父と涼風の2人のみ大阪へ転居した。
大阪薫英女子高等学校卒業。1981年、第67期生として宝塚歌劇団に入団。『春の踊り』で初舞台。その後、月組に配属。
先代トップだった剣幸の退団を受け、1990年、研10（宝塚用語で入団10年目のことである）で月組トップスター就任。1991年『ベルサイユのばら・オスカル編』がお披露目となった。1993年7月に『グランド・ホテル』で退団。以後はテレビドラマや舞台、映画などに出演。第33回菊田一夫演劇賞受賞。歌手としてCDもリリースしている。
2004年7月、サントリー社員で元ラグビー日本代表、早稲田大学ラグビー部コーチの今泉清と結婚したが、後に2009年離婚。
宮城県にゆかりのあるということで、“ふるさと宮城” の魅力をPRし、全国に発信する「みやぎ夢大使」に委嘱されている。

## 宝塚歌劇団時代の主な舞台演出

### 月組時代
1981年
- 3月 - 5月 初舞台『宝塚春の踊り』『ファーストラブ』
- 5月 月組配属

1982年
- 10月 - 11月 『情熱のバルセロナ』10月（新人公演） - ラファエル 役

1983年
- 1月 『まい・みらくる』（バウホール公演） - 博士 役
- 3月 - 5月 『ムーンライト・ロマンス』4月（新人公演） - ミシェル 役
- 11月 - 12月 『翔んでアラビアンナイト』12月（新人公演） - カマラルザーマン/アブリーザー 役

1984年
- 5月 - 6月 『沈丁花の細道』 - 久保大六 役、6月（新人公演） - 折岩半之助 役。『ザ・レビューII』 - ジョージ 役
- 11月 - 12月 『ガイズ&ドールズ』 - ラスティ 役、11月（新人公演） - ネイサン 役

1985年
- 1月 『ハッピー・エンジェル』（バウホール公演） - カナメル 役
- 5月 - 6月 『二都物語』 - ピエール 役、6月（新人公演） - シドニー 役
- 9月 『スイート・リトル・ロックンロール』（バウホール公演） - ビリー 役
- 11月 - 12月 『ときめきの花の伝説』 - ステファーノ 役、（新人公演） - ジャン・マリオ 役。『ザ・スウィング』 - クルー 役

1986年
- 1月 『夢の彼方に』（バウホール公演） - ハンス・クリスチャン・アンデルセン 役
- 5月 - 6月 『哀愁』5月（新人公演） - ロイ 役
- 11月 - 12月 『パリ、それは悲しみのソナタ』 - ローラン 役、11月（新人公演） - ジェフ 役。『ラ・ノスタルジー』 - ジェームス 役

1987年
- 5月 - 6月 『ミー・アンド・マイガール』 - ジャッキー 役、5月（新人公演） - ビル 役
- 11月 - 12月 『ミー・アンド・マイガール』 - ジャッキー 役、（役替りで） - ビル 役

1988年
- 1月 『リラの壁の囚人たち』（バウホール公演） - エドワード 役
- 5月 - 6月 『南の哀愁』 - ヘンリー。『ビバ!シバ!』 - ヘル・エンジェル 役
- 11月 - 12月 『恋と霧笛と銀時計』 - アルバート 役。『レインボー・シャワー』 - ピエロ 役

1989年
- 2月 『赤と黒』（バウホール公演） - ジュリアン 役
- 5月 - 6月 『新源氏物語』 - 夕霧/惟光 役。『ザ・ドリーマー』 - ドリーム・シンガー男 役
- 9月 - 10月 『ベルサイユのばら-フェルゼンとマリー・アントワネット編-（星組特別出演）』 - オスカル 役
- 11月 - 12月 『天使の微笑・悪魔の涙』 - メフィストフェレス 役。『レッド・ホット・ラブ』 - ミュージシャン 役

1990年
- 2月 - 3月 『大いなる遺産』 - ハーバード 役。『ザ・モダーン』 - パラダイス・バード男 役
- 3月 - 4月 『ベルサイユのばら-フェルゼン編-（花組特別出演）』 - オスカル 役
- 8月 - 9月 『川霧の橋』 - 半次 役。『ル・ポアゾン 愛の媚薬』 - プロローグの紳士、歌う男 役

### 月組トップ時代
1991年
- 『カウントダウン・1991』 - 眠狂四郎、淑女、ジャングルの男、タイムパトロール男S 役 （バウホール）1/27～2/11
- 『ベルサイユのばら-オスカル編-』 - オスカル 役 （宝塚大劇場）3/28～5/7・（東京宝塚劇場）7/2～7/31　※トップお披露目公演
- 『銀の狼』－シルバ。『ブレイク・ザ・ボーダー』 - ギャングスター、スパニッシュ・レディー 役 （宝塚大劇場）9/20～10/29

1992年
- 『珈琲カルナバル』 - ジュリオ 役。『夢・フラグランス』 - ストレンジャーS 役 （宝塚大劇場）1/1～2/11・（東京宝塚劇場）4/4～4/29・（地方公演）9/12～10/3
- 『カウントダウン！』 - 眠狂四郎、淑女、ジャングルの男、タイムパトロール男S 役 （東京・名古屋特別公演）2/22～2/27・3/1～3/3
- 『Puck』 - パック 役。『メモリーズ・オブ・ユー』 - 愛の歌手 役 （宝塚大劇場）7/3～8/18・（東京宝塚劇場）11/2～11/27

1993年
- 『宝寿頌（星組特別出演）』 - 宝寿の若衆S 役。『PARFUM DE PARIS（星組特別出演）』 - 踊る蝶の男A 役 （宝塚大劇場）1/22～1/31
- 退団公演『グランドホテル』 - オットー 役。『BROADWAY BOYS』 - ジミー 役 （宝塚大劇場）4/2～5/10・（東京宝塚劇場）7/2～7/31
- 『ロスト・エンジェル』 - メフィストフェレス 役 （バウホール）5/30～6/12

## 宝塚歌劇団退団後の主な活動

### 舞台
- 回転木馬
- 42nd （フォーティセカンド）street
- 夏しぐれ
- ミー・アンド・マイガール（2003年3月2日 - 30日、帝国劇場） - ジャクリーン（ジャッキー）・カーストン 役
- イーストウィックの魔女たち - ジェーン・スマート 役
- あずみ - 最上美女丸・淀の方 役
  - ～AZUMI ON STAGE～（2005年4月3日 - 26日、明治座）
  - ～AZUMI RETURNS～（2006年4月1日 - 16日、明治座 / 4月29日 - 5月4日、梅田芸術劇場 メインホール）
- 女たちの忠臣蔵 （ドラマの舞台化）
- マリー・アントワネット（2006年） - マリー・アントワネット 役
- モーツァルト! - ヴァルトシュテッテン男爵夫人 役
  - 2007年公演（11月-12月、帝国劇場）
  - 2010年公演（11月-2011年1月、帝国劇場/梅田芸術劇場金沢歌劇座）
  - 2018年公演（5月-8月、帝国劇場/梅田芸術劇場/御園座）[7]
  - 2021年公演（4月-6月、帝国劇場/札幌文化芸術劇場/梅田芸術劇場）[8]
  - 2024年公演（8月-11月、帝国劇場/梅田芸術劇場/博多座）[9]
- エリザベート
  - エリザベート 役（2008年）
  - ゾフィー 役（2016年・2022年[10]）
- パイレート・クィーン
- レベッカ - ダンヴァース夫人 役
- ロミオ&ジュリエット（2011年・2013年） - キャピュレット夫人 役
- 蛇蠍のごとく
- 飛び加藤〜幻惑使いの不惑の忍者〜（2012年） - 桔梗 役
- レディ・ベス（2014年・2017年） - キャット・アシュリー 役
- 貴婦人の訪問（2015年・2016年） - クレール 役
- The Sparkling Voice -10人の貴公子たち-（2016年1月29日・30日・2月1日、シアタークリエ）
- マディソン郡の橋（2018年） - フランチェスカ 役
- アラバスター（2022年6月25日 - 7月3日、東京芸術劇場 プレイハウス / 7月10日、梅田芸術劇場）　- 亜美 役[11]
- エリザベート（2025年10月10日 - 11月29日〈予定〉、東急シアターオーブ / 12月9日 - 18日〈予定〉、札幌文化芸術劇場 hitaru / 12月29日 - 2026年1月10日〈予定〉、梅田芸術劇場 メインホール / 1月19日 - 31日〈予定〉、博多座） - ゾフィー 役[12]

### コンサート
- モーリー・イェストン生誕80周年記念コンサート『Life's A Joy! Life Goes On!!』with 20years of Gratitude from Umeda Arts Theater（2025年7月19日・20日、東京国際フォーラム / 7月25日・26日、梅田芸術劇場）[13]

### テレビドラマ
- 織田信長（1994年、テレビ東京） - 濃姫 役
- ドラマ新銀河（NHK）
  - 魚河岸のプリンセス（1995年） - 日下まゆみ 役
- 大河ドラマ（NHK）
  - 秀吉（1996年） - おたき 役
  - 元禄繚乱（1999年） - 鷹司信子 役
  - 利家とまつ〜加賀百万石物語〜（2002年） - 孝蔵主 役
  - 篤姫（2008年） - お由羅 役
- 京都の芸者弁護士事件簿シリーズ（テレビ朝日） - 藤波清香 役
  - 第1作（1997年10月11日）
  - 第2作（1998年7月25日）
  - 第3作（1999年9月18日）
  - 第4作（2000年9月16日）
  - 第5作（2001年8月18日）
- 土曜ドラマ（NHK）
  - 女たちの帝国（1997年） - 和田敏江 役
- 板橋マダムス（1998年10月14日 - 12月16日、フジテレビ） - 相原奈津美 役
- 砂の上の恋人たち（1999年、関西テレビ） - 友田良枝 役
- 晴れ着ここ一番（2000年、NHK） - 松浦純子 役
- 女と愛とミステリー
  - てのひらの闇（2001年2月14日） - 加賀美順子 役
  - 警部補・鳴沢了〜破弾〜（2005年3月16日） - 新見響子 役
- 火曜サスペンス劇場
  - 刑事・鬼貫八郎12（2001年4月3日） - 寺島扶美子 役
  - 身辺警護シリーズ - 立花直美 役
    - 9（2001年12月11日）
    - 10（2002年5月28日）
    - 11（2002年9月3日）
    - 12（2003年8月19日）

  - 京都金沢殺人事件シリーズ4 京都金沢浦島太郎殺人事件（2003年5月13日） - 八幡春香 役
  - 検事・霞夕子21（2003年10月14日） - 池淵鞠子 役
- ラブ&ファイト（2001年9月3日 - 11月30日、TBS） - 一色菜津子 役
- エスパー魔美（2002年1月5日 - 3月23日、NHK） - 佐倉花枝 役
- 夢みる葡萄（2003年9月29日 - 12月15日、NHK） - 小川芙美 役
- 天花（2004年、NHK） - 佐伯陽子 役
- 大岡多聞の事件日誌（2005年1月19日、TBS）
- 相棒 Season 3 第14話（2005年2月16日、テレビ朝日） - 龍ヶ崎綾子 役
- 屋台弁護士（2005年6月8日、フジテレビ） - 佐久間春江 役
- 名奉行! 大岡越前（2005年・2006年、テレビ朝日） - おりん 役
- 土曜ワイド劇場
  - 狩矢父娘シリーズ7 京都花の艶殺人事件（2006年4月8日） - 沢田涼子 役
- 風の果て（2007年10月18日 - 12月6日、NHK） - 宮坂類 役
- 7人の女弁護士 第2シリーズ 第1話（2008年4月10日、テレビ朝日） - 田淵真理江 役

### ドキュメンタリー番組
- NEWS23Xスペシャル「広島・長崎…二重被爆 語られなかった真実」 - ナレーター
- ドキュメンタリー同期生「亡き友を胸に〜宝塚歌劇団67期生〜」（2012年12月28日、NHK）

### 教養番組
- オトナの遊び時間（NHK総合）
- 趣味の園芸（2012年4月 - 、月1回、NHK Eテレ） - 「鉢バラ」コーナー・進行

### テレビアニメ
- るろうに剣心 -明治剣客浪漫譚-（1996年 - 1998年、フジテレビ） - 緋村剣心 役
- 雪の女王（2005年 - 2006年、NHK） - 雪の女王 役[14][15]
- シュヴァリエ 〜Le Chevalier D'Eon〜（2006年 - 2007年、WOWOW） - メアリー＝シャロット 役[16][17]

### 劇場アニメ
- ブラックジャック 劇場版（1996年11月30日） - ジョー・キャロル・ブレーン 役[18]
- るろうに剣心 -明治剣客浪漫譚- 維新志士への鎮魂歌（1997年12月20日） - 緋村剣心 役

### OVA
- るろうに剣心 -明治剣客浪漫譚- 追憶編（1999年2月 - 9月） - 緋村剣心 役
- るろうに剣心 -明治剣客浪漫譚- 星霜編（2001年12月 - 2002年3月） - 緋村剣心 役
- るろうに剣心 -明治剣客浪漫譚- 新京都編（2011年12月（前編）劇場先行公開） - 緋村剣心 役[19]

### ゲーム
- るろうに剣心 -明治剣客浪漫譚- シリーズ - 緋村剣心 役
  - 維新激闘編（1996年11月29日）
  - 十勇士陰謀編（1997年12月18日）
  - 炎上！京都輪廻（2006年9月14日）
  - 再閃（2011年3月10日）
  - 完醒（2012年8月30日）[20]
- ドッグ・オブ・ベイ（2000年12月14日） - カミュ 役
- ジェイスターズ ビクトリーバーサス（2014年3月19日） - 緋村剣心 役
- モンスターストライク（2018年8月17日） - 緋村剣心 役
- JUMP FORCE（2019年2月14日） - 緋村剣心 役
- 共闘ことばRPG コトダマン（2020年7月3日） - 緋村剣心 役

### Webアニメ
- チャンネル5.5 「ベルサイユのばら」（2014年） - オスカル 役

### 吹き替え
- リプレイスメント・キラー（メグ（ミラ・ソルヴィノ））

### CM
- ロッテ チョコパイ
- サントリー 響（「響屋」という架空の旅館の女将役で、写真家のアルバート・ワトソンと共演）
- ミスタードーナツ 「ミスター飲茶 涼風麺 夏編」

### ラジオ
- 志の輔ラジオ 落語DEデート（2012年1月8日、文化放送）

## ディスコグラフィー

### シングル
- 哀しみの星座（1994年12月16日）[21]
- 涙は知っている（1996年5月22日）[22]
- ずっと…（1997年6月4日）[23]

### アルバム
- MINE（1996年5月22日）[24]
  - MINE (20th Anniversary Deluxe Edition)（2016年6月22日）[25]
- Fairy（2016年9月7日）[26]
- Fairy ～A・I～ 愛（2021年9月8日）[27]

### 参加作品
- 「麗人　REIJIN SHOWA ERA」（2015年7月1日　ビクターエンタテインメント）
  - 「見上げてごらん夜の星を」をカバー[28]
- 越路吹雪トリビュートアルバム『越路吹雪に捧ぐ』（2016年12月21日）
  - 「筏流し」をカバー[29]。